# Geboorteboom

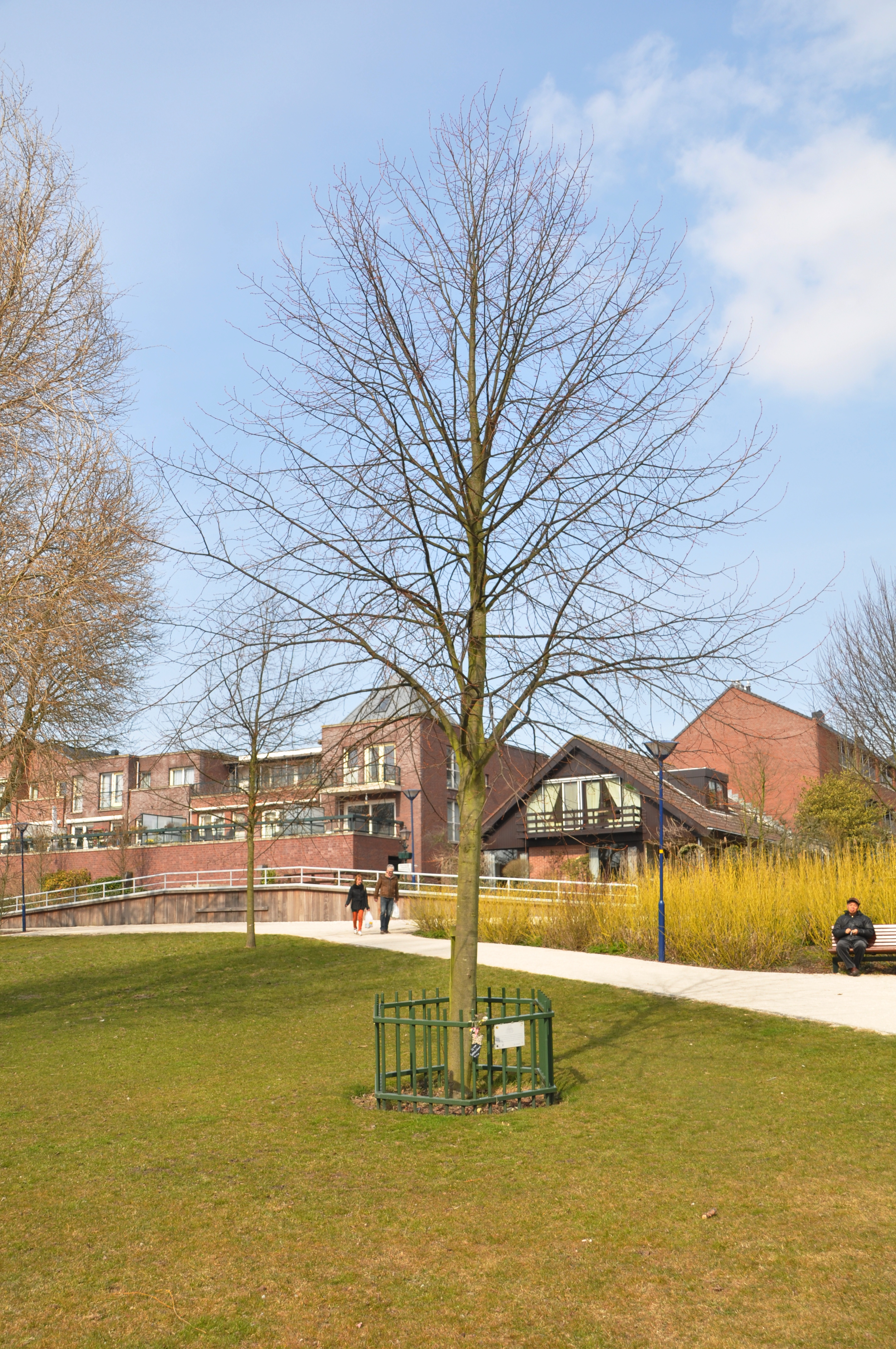
Geboorteboom in Zoetermeer ter ere van de geboorte van kroonprinses Catharina-Amalia op 7 december 2003

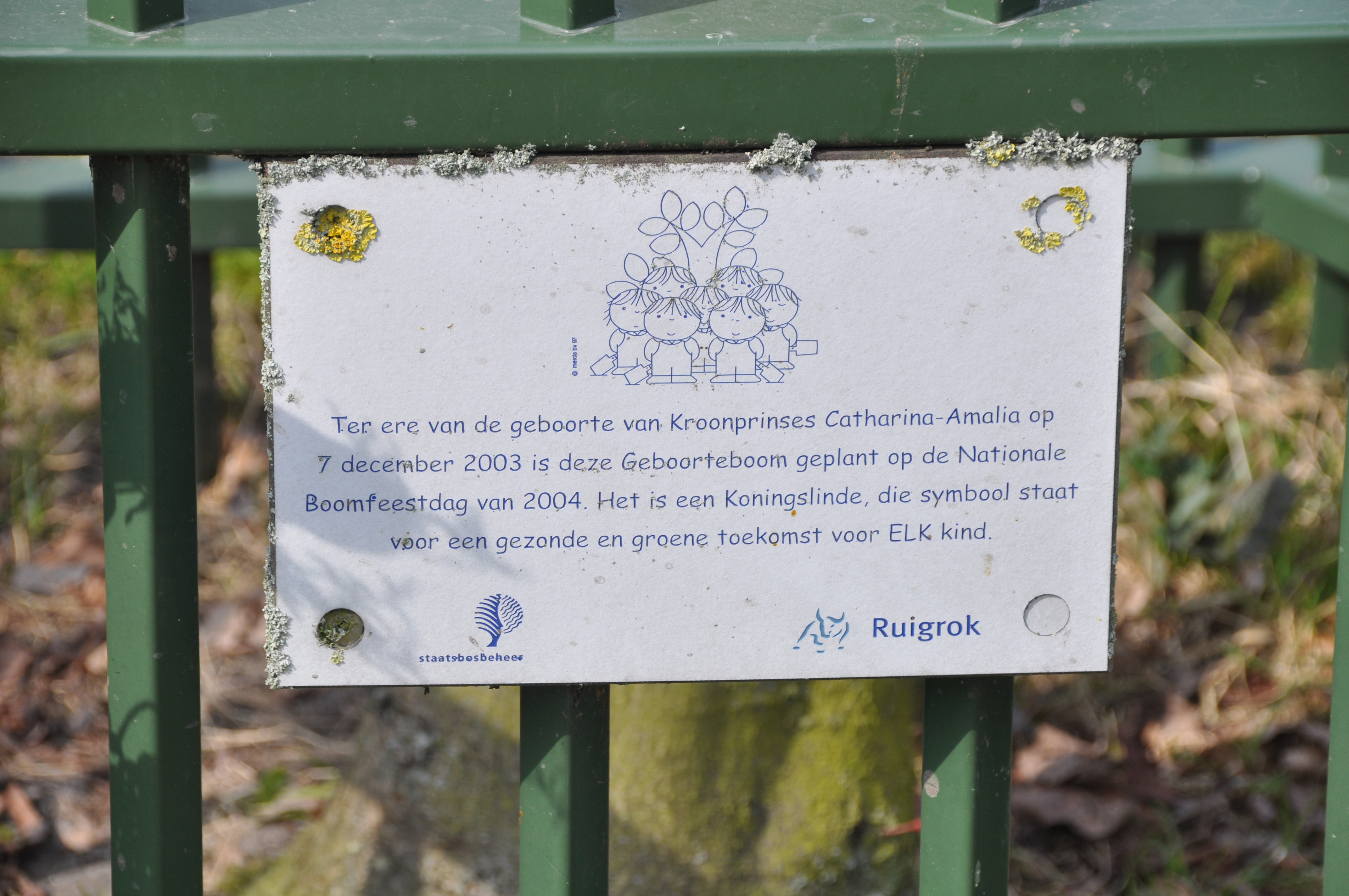
Bordje bij de geboorteboom in Zoetermeer

Een geboorteboom is een boom die bij de geboorte of bij een van de eerste verjaardagen van een kind wordt aangeplant door de ouders of grootouders. De boom staat symbool voor het leven dat het kind gaat leiden.
Soms wordt de placenta onder de wortel van de boom gelegd bij het planten.

## Geboortebos
In sommige gevallen worden geboortebomen ook in groep aangeplant; dan spreken we van een geboortebos. Dit gebeurt in heel veel Belgische en Nederlandse steden en gemeenten. In het kader van de Nationale Boomfeestdag worden er in Nederland geboortebossen aangeplant. In het Gedenkbos in Neede in de Achterhoek is een speciaal 'Ooievaarslaantje' waar koningslinden voor pasgeborenen worden geplant.